# Metro (dezert)
Metro neboli Metro dezert je trvanlivý cukrářský výrobek, který se začal vyrábět v roce 1974 v Československu na počest otevření první linky C pražského metra, k němuž došlo 9. května 1974, a od roku 1975 se vyrábí v Michelských pekárnách v Praze.
Jeho čtyři kusy v jednom balení symbolizovaly čtyři vagóny v jedné soupravě metra, které tehdy v pražském metru jezdily. Kromě klasické podoby se vyrábí i s dalšími příchutěmi: skořice, vaječný likér, moccacino, banán a máta, dříve také: jahoda, citrón, pomeranč, kokos, kakao a perník.